# Flüchtlingsausweis
Flüchtlingsausweis ist eine amtliche Urkunde zum Nachweis bestimmter Umstände.

## Deutsche nach dem Zweiten Weltkrieg
Vertriebene und Sowjetzonenflüchtlinge erhielten zum Nachweis ihrer Vertriebenen- oder Flüchtlingseigenschaft nach § 15 des Bundesvertriebenengesetzes von 1953 (BVFG) einen „Ausweis für Vertriebene und Flüchtlinge“ nach einem Muster des Bundesministers für Vertriebene.
Heimatvertriebene erhielten den Ausweis A, Vertriebene den Ausweis B und Sowjetzonenflüchtlinge den Ausweis C. Der Ausweis berechtigte zur Inanspruchnahme der Rechte und Vergünstigungen nach dem BVFG. Die Ausstellung des Vertriebenenausweises bewirkte außerdem kraft Gesetzes die Sammeleinbürgerung nach Art. 116 Abs. 1 GG.
Vor Inkrafttreten des BVFG stellten niedersächsische Gemeinden auch einen Flüchtlings-Ausweis B für nach Ausbombung zugezogene Einwohner aus.

Ausweise für Vertriebene und Flüchtlinge
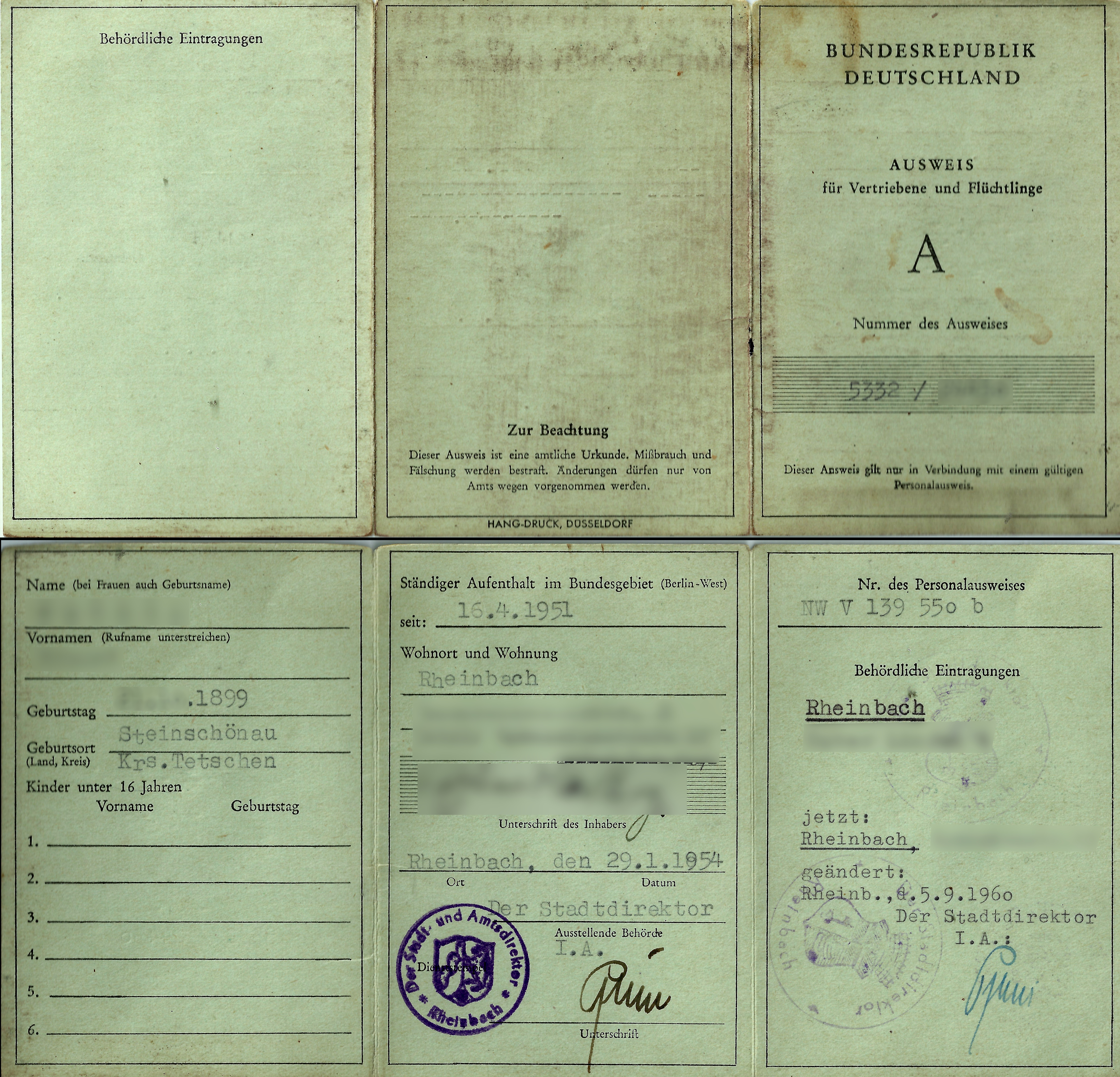
Bundesrepublik Deutschland: Ausweis für Vertriebene und Flüchtlinge A
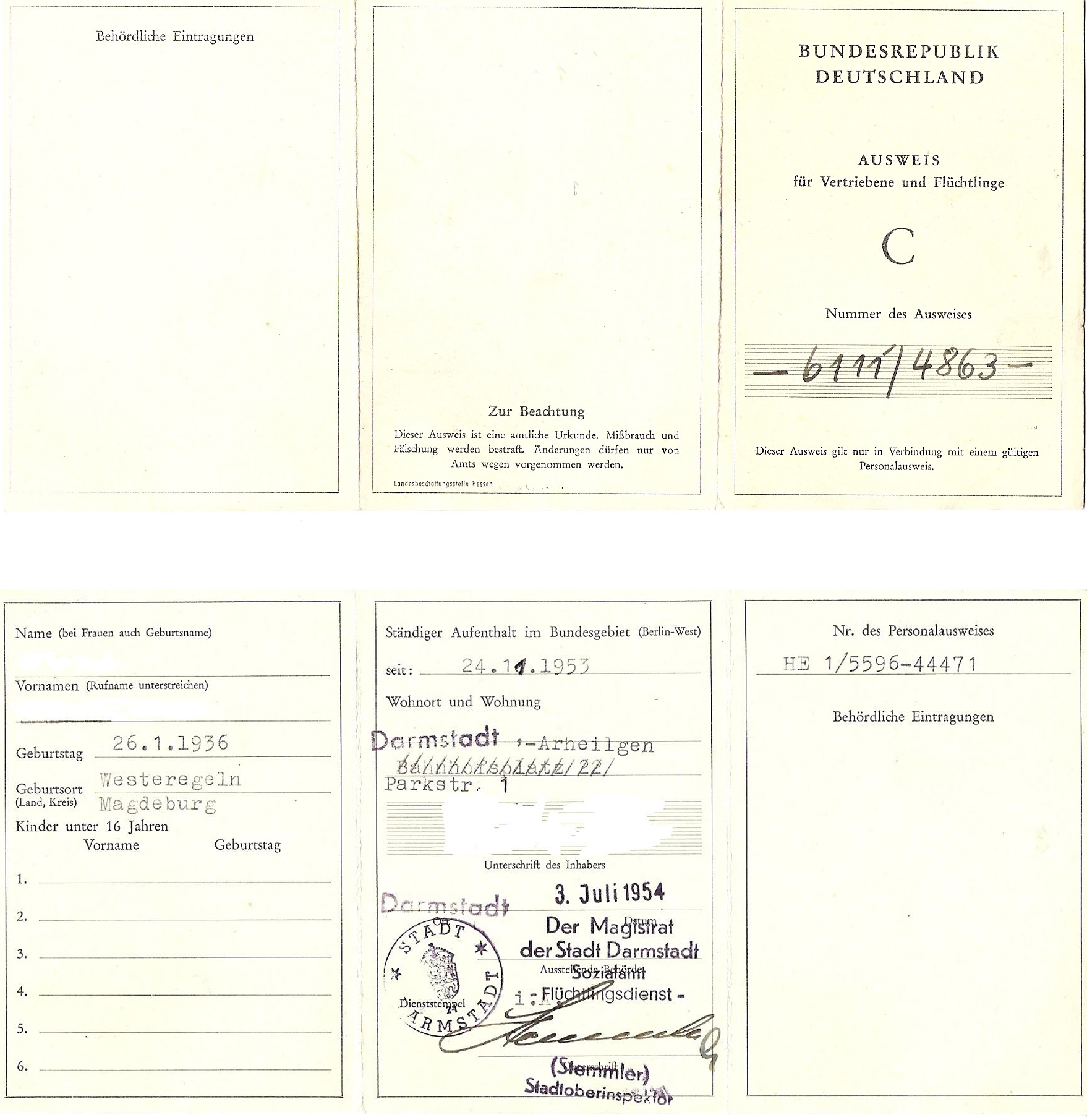
Bundesrepublik Deutschland: Ausweis für Vertriebene und Flüchtlinge C
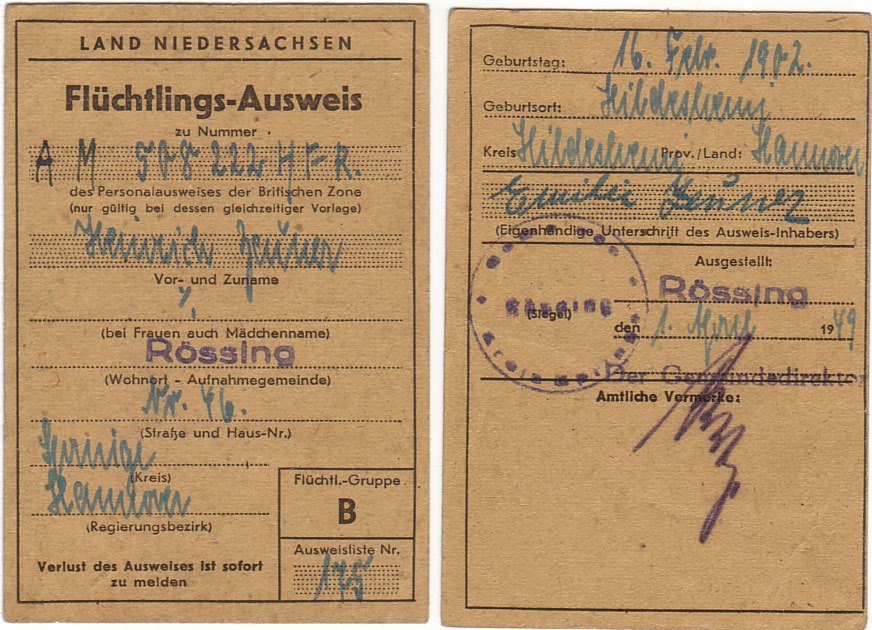
Land Niedersachsen: Flüchtlings-Ausweis Gruppe B

## Asylbewerber in der Bundesrepublik Deutschland
In der Bundesrepublik Deutschland erhalten Flüchtlinge bei ihrer Ankunft seit 28. Januar 2016 zunächst einen Ankunftsnachweis. Haben sie einen Asylantrag gestellt, erhalten sie eine Aufenthaltsgestattung; der Ankunftsnachweis wird zugleich eingezogen (§ 63a Abs. 4 Satz 2 AsylG). Werden sie im Asylverfahren als asylberechtigt anerkannt oder wird ihnen die Flüchtlingseigenschaft zuerkannt, erhalten sie einen Reiseausweis für Flüchtlinge und einen Aufenthaltstitel.